# Dandhó
Dandhó es una localidad de México localizada en el municipio de Huichapan en el estado de Hidalgo.

## Toponimia
En idioma otomí; Dâ de grande, N para denominar lugares o personas y do, piedra; su significado sería “Gran Piedra o Piedra Grande”.

## Geografía
Se encuentra en la región geográfica del Valle del Mezquital. A la localidad le corresponden las coordenadas geográficas 20° 25’ 49.94” de latitud norte y 99° 43’ 04.646” de longitud oeste, con una altitud de 1998 m s. n. m. Cuenta con un clima semiseco templado.
En cuanto a fisiografía se encuentra en la provincia del Eje Neovolcánico, dentro de la subprovincia de Llanuras y Sierras de Querétaro e Hidalgo; su terreno es de lomerío. En lo que respecta a la hidrografía se encuentra posicionado en la región del Pánuco, dentro de la cuenca del río Moctezuma, en la subcuenca del río Tecozautla.

## Demografía
En 2020 registró una población de 932 personas, lo que corresponde al 1.97 % de la población municipal. De los cuales 443 son hombres y 489 son mujeres.
| Gráfica de evolución demográfica de Dandhó entre 1940 y 2020 |
|                                                              |
| Población registrada por los censos y conteos del INEGI.     |